# Odontosoria colombiana
Odontosoria colombiana är en ormbunkeart som beskrevs av William Ralph Maxon. Odontosoria colombiana ingår i släktet Odontosoria och familjen Lindsaeaceae. Inga underarter finns listade.